# Ofotens prosteri

Prosterier i Sør-Hålogalands stift. Det gula området på kartan är Ofotens prosteri.

Ofotens prosteri (norska: Ofoten prosti) är ett kontrakt (prosteri, norska: prosti) i Sør-Hålogalands stift inom Norska kyrkan. Kontraktet omfattar kommunerna Evenes, Hamarøy och Narvik i Nordland fylke i norra Norge.
Namnet kommer från landskapet Ofoten.

## Socknar
Ofotens prosteri består av elva socknar (norska: sokn eller sogn) inom tre kyrkliga samfälligheter (norska: kirkelige fellesråd), motsvarande kommunerna:

### Evenes kyrkliga samfällighet
- Evenes socken

### Tysfjord og Hamarøy kyrkliga samfällighet
- Drag/Hellands socken
- Hamarøy socken
- Korsnes socken
- Sagfjords socken

### Narviks kyrkliga samfällighet
- Ankenes socken
- Ballangens socken
- Bjerkviks socken
- Kjøpsviks socken
- Narviks socken
- Skjomens socken